# Cuphead
 Ovo je glavno značenje pojma Cuphead. Za članak o TV emisiji pogledajte The Cuphead Show!.
Cuphead je shoot 'em up videoigra iz 2017. godine koju je razvio i objavio kanadski Studio MDHR. Igra prati istoimenog lika s glavom šalice i njegovog brata Mugmana, koji sklapaju dogovor s Vragom kako bi otplatili kockarske dugove tako što će ponovno preuzeti duše odbjeglih dužnika. U igri, do dva igrača mogu upravljati Cupheadom i/ili Mugmanom, boreći se kroz razine i sukobe s bossovima; igra nema strogu narativnu strukturu. Kako igra napreduje, protagonist stječe nove moći i sposobnosti, sve do konačnog sukoba s Vragom. Međutim, igrači mogu istovremeno opremiti samo ograničen broj tih sposobnosti.
Kreatori igre, braća Chad i Jared Moldenhauer, inspiraciju su crpili iz rubber hose stila animacije iz zlatnog doba američke animacije, kao i iz nadrealnih elemenata u djelima Walt Disney Animation Studios, Fleischer Studios, Warner Bros. Cartoons, MGM Cartoon Studio i Walter Lantz Productions. Podsjećajući na estetiku 1930-ih i doba jazza, igra je poznata po svojoj animaciji i soundtracku: svi vizualni elementi u igri animirani su ručno, s namjernim ljudskim nesavršenostima, dok je glazba skladana i snimljena s pravim jazz ansamblom.
Cuphead je najavljen 2013. godine, prvi put prikazan na E3 2014, a objavljen 2017. kao vremenski ekskluzivan naslov za Windows i Xbox One, s kasnijim portovima na druge platforme. Igra je ostvarila veliki komercijalni uspjeh, prodavši dva milijuna primjeraka u samo dva tjedna nakon izlaska i šest milijuna u dvije godine. Cuphead je dobio univerzalne pohvale za svoj umjetnički stil, igrivost, soundtrack i težinu. Potonja dva elementa posebno su hvaljena, pri čemu su brojni mediji proglasili soundtrack jednim od najboljih svih vremena, dok su igru nazvali jednom od najtežih videoigara ikad stvorenih. Cuphead je osvojio više nagrada, uključujući tri Game Awards, tri D.I.C.E. Awards i British Academy Games Award.
DLC ekspanzija, pod nazivom Cuphead: The Delicious Last Course, objavljena je 30. lipnja 2022. Također, animirana serija temeljena na igri, The Cuphead Show!, premijerno je prikazana na Netflixu u veljači 2022.